# Estenodermatinis
Els estenodermatinis (Stenodermatini) són una tribu de ratpenats fil·lostòmids formada per 17 gèneres i 53 espècies.

## Taxonomia
- Gènere Ametrida
  - Ratpenat frugívor centurió (Ametrida centurio)
- Gènere Ardops
  - Ratpenat de Nicholls (Ardops nichollsi)
- Gènere Ariteus
  - Ratpenat frugívor de Gray (Ariteus flavescens)
- Gènere Artibeus
  - Subgènere Artibeus
    - Ratpenat frugívor de Handley (Artibeus amplus)
    - Artibeus fimbriatus
    - Ratpenat frugívor equatorià (Artibeus fraterculus)
    - Ratpenat frugívor hirsut (Artibeus hirsutus)
    - Ratpenat frugívor centreamericà (Artibeus inopinatus)
    - Ratpenat frugívor jamaicà (Artibeus jamaicensis)
    - Ratpenat frugívor sud-americà gros (Artibeus lituratus)
    - Ratpenat frugívor fuliginós (Artibeus obscurus)

  - Subgènere Koopmania
    - Ratpenat frugívor concolor (Artibeus concolor)
- Gènere Centurio
  - Ratpenat de cara arrugada (Centurio senex)
- Gènere Chiroderma
  - Ratpenat llistat de São Paulo (Chiroderma doriae)
  - Ratpenat llistat de Guadalupe (Chiroderma improvisum)
  - Ratpenat llistat de Salvin (Chiroderma salvini)
  - Ratpenat llistat de Goodwin (Chiroderma trinitatum)
  - Ratpenat llistat pelut (Chiroderma villosum)
- Gènere Cubanycteris †
  - C. silvai †
- Gènere Dermanura
- Ratpenat frugívor d'Andersen (D. anderseni)
- Ratpenat frugívor asteca (D. azteca)
- Ratpenat frugívor de Bogotà (D. bogotensis)
- Ratpenat frugívor de Gervais (D. cinerea)
- Ratpenat frugívor glauc (D. glauca)
- Ratpenat frugívor gnom (D. gnoma)
- Ratpenat frugívor sud-americà pigmeu (D. phaeotis)
- Ratpenat frugívor lleonat (D. rava)
- Ratpenat frugívor de Rosenberg (D. rosenbergi)
- Ratpenat frugívor tolteca (D. tolteca)
- Ratpenat frugívor de Watson (D. watsoni)
- Gènere Ectophylla
  - Ratpenat blanc centramericà (Ectophylla alba)
- Gènere Enchisthenes
  - Ratpenat frugívor de Hart (Enchisthenes hartii)
- Gènere Mesophylla
  - Ratpenat de Mc Connell (Mesophylla macconnelli)
- Gènere Phyllops
  - Ratpenat d'ales falcades cubà (Phyllops falcatus)
- Gènere Platyrrhinus
  - Ratpenat llistat de Surinam (Platyrrhinus aurarius)
  - Ratpenat llistat petit (Platyrrhinus brachycephalus)
  - Platyrrhinus chocoensis
  - Ratpenat llistat de Thomas (Platyrrhinus dorsalis)
  - Ratpenat llistat de Heller (Platyrrhinus helleri)
  - Ratpenat llistat de Peters (Platyrrhinus infuscus)
  - Platyrrhinus lineatus
  - Ratpenat llistat de Geoffroy (Platyrrhinus recifinus)
  - Ratpenat llistat de Lyon (Platyrrhinus umbratus)
  - Ratpenat llistat gros (Platyrrhinus vittatus)
- Gènere Pygoderma
  - Ratpenat d'Ipanema (Pygoderma bilabiatum)
- Gènere Sphaeronycteris
  - Ratpenat frugívor de visera (Sphaeronycteris toxophyllum)
- Gènere Stenoderma
  - Ratpenat frugívor rogenc (Stenoderma rufum)
- Gènere Uroderma
  - Ratpenat constructor bilobat (Uroderma bilobatum)
  - Ratpenat constructor de Davis (Uroderma magnirostrum)
- Gènere Vampyressa
  - Subgènere Metavampyressa
    - Ratpenat d'orelles grogues de Brock (Vampyressa brocki)
    - Ratpenat d'orelles grogues gros (Vampyressa nymphaea)

  - Subgènere Vampyressa
    - Ratpenat d'orelles grogues andí (Vampyressa melissa)
    - Ratpenat d'orelles grogues petit (Vampyressa pusilla)
    - Vampyressa thyone

  - Subgènere Vampyriscus
    - Ratpenat d'orelles grogues amazònic (Vampyressa bidens)
- Gènere Vampyrodes
  - Ratpenat cara-ratllat gros (Vampyrodes caraccioli)